# Hartmannsdorf (Gera)
Pour les articles homonymes, voir Hartmannsdorf.
Hartmannsdorf  est une commune allemande de Thuringe située dans l'arrondissement de Greiz.

## Géographie

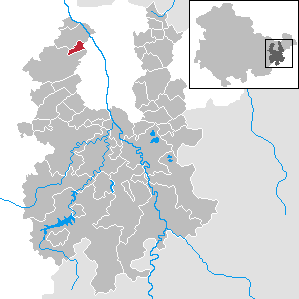
Situation de la commune (en rouge) dans l'arrondissement

Hartmannsdorf est située dans le nord de l'arrondissement de Greiz, à la limite avec la ville de Gera à 2 km au sud-ouest de Bad Köstritz, à 8 km au nord-ouest de Gera et à 38 km au nord de Greiz, le chef-lieu de l'arrondissement.
Hartmannsdorf est administrée par la ville voisine de Bad Köstritz.
Communes limitrophes (en commençant par le nord et dans le sens des aiguilles d'une montre) : Bad Köstritz, Gera et Kraftsdorf.

## Histoire
La première mention de Hartmannsdorf date de 1364.
Le village a fait partie de la principauté de Reuss branche cadette (cercle de Gera).
La commune est occupée par les troupes américaines en avril 1945 et remise à l'Armée rouge en juillet de la même année. Elle est alors incluse dans la zone d'occupation soviétique. En 1949, elle est intégrée à la République démocratique allemande (district de Gera).

## Démographie
| 1910 | 1933 | 1939 | 1995 | 2000 | 2005 | 2010 |
| ---- | ---- | ---- | ---- | ---- | ---- | ---- |
| 300  | 344  | 373  | 409  | 432  | 421  | 378  |